# Yamaha Teo's
Il Yamaha Teo’s (codice telaio XN 125 e XN 150) è uno scooter prodotto dalla casa motociclistica giapponese Yamaha Motor dal 2000 al 2003 nello stabilimento francese della 
MBK Europe.
Venne venduto anche come MBK Doodo.

## Caratteristiche
Si tratta di uno scooter compatto a ruote passe con pedana quasi piatta (senza il tunnel centrale) progettato per il mercato europeo e prodotto dalla MBK (filiale francese del gruppo Yamaha) e commercializzato anche come MBK Doodo.
Venne presentato nella primavera 2000 e lanciato sul mercato in estate con le prime unità poste in vendita sul sito online dedicato. È stato disegnato dal centro stile Yamaha Europe; presenta una linea arrotondata “retrò” con lo scudo frontale realizzato in plastica riciclabile e doppi fanali a goccia. Possiede una strumentazione mista con ampi quadranti circolari e un piccolo display digitale.
Il telaio del Teo’s è il classico impianto monoculla sdoppiata in tubi d’acciaio con rinforzo nella zona d’ancoraggio del propulsore. Il passo misura 1315 mm. La sospensione anteriore è a forcella teleidraulica da 33 mm diametro con 90 mm d’escursione con ruota da 12” 120/70, al posteriore viene adottata la sospensione a motore/trasmissione oscillante con ammortizzatore idraulico da escursione di 80 mm, ruota identica all’anteriore per dimensione e freno a tamburo da 130 mm.
Il cambio è automatico con variatore centrifugo continuo di velocità. Frizione automatica centrifuga.
La lunghezza e di 1.868 mm, la larghezza di 740 mm, altezza di 1.096 mm e la sella è alta da terra 777 mm. 
I motori sono i 125 e 150 Yamaha prodotti nello stabilimento della Minarelli quattro tempi raffreddati a liquido con catalizzatore a due stadi e omologati Euro 1. Il serbatoio ha una capacità di dieci litri compresa la riserva. Il peso del veicolo è di 113 kg.
Il 125 eroga una potenza 11,8 CV a 9.000 giri/min e una coppia di 10,5 Nm a 7.000 giri/min.
Il 150 eroga 13 CV di potenza a 8.250 giri/min per una coppia di 11,8 Nm a 6.000 giri/min.
A causa delle vendite deludenti, sia il Teo’s che il gemello Doodo uscirono di produzione nel 2003.